# بلک متال

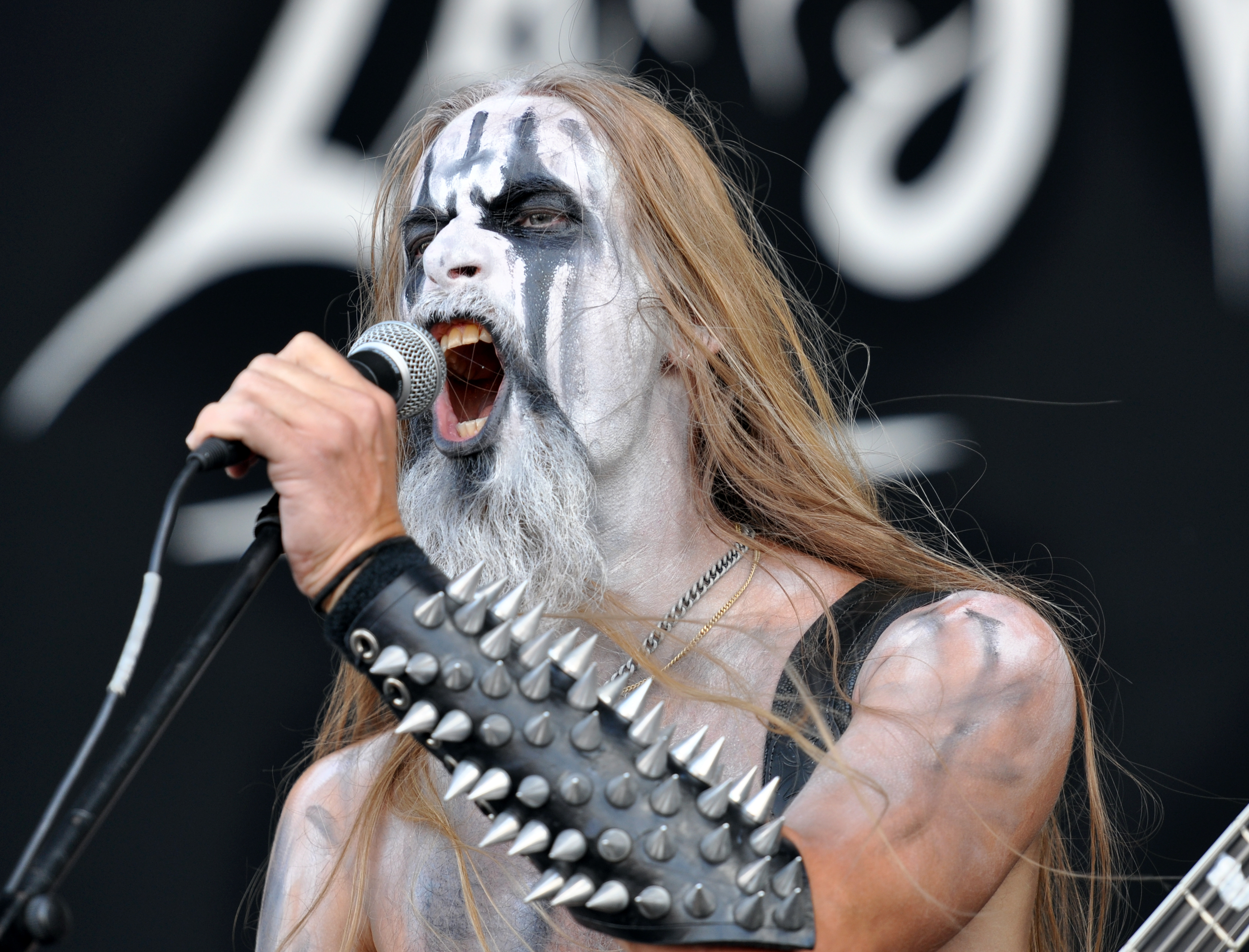
نگاره‌ای از نَگ، خواننده و گیتاریست گروه موسیقی بلک‌متال شودر، حین اجرایی در فستیوال موسیقی پارتی.سَن در تورینگن، آلمان.

بلک متال (به انگلیسی: Black metal) یکی از زیرشاخه‌های موسیقی هوی متال است. ضرب‌آهنگ بالا و سریع، اشعار بیمار گونه، کلام هارش، همراه با جیغ‌های گوش‌خراش، صدای کمپرس نشدهٔ دیستورشن مازاد بر ساز و استفادهٔ زیاد از تکنیک‌های غیر مسترینگ، مانند ترمولوپیکینگ، فیدبک گیتار الکتریک، دابل کیک () درامینگ، ریتم‌های زوج بلاست بیت ()، گام‌های کمتر استفاده‌شده و بکر، فواصل رعب‌آور و ساختار کلی غیر متعارف آهنگ‌ها از مشخصه‌های این سبک هستند.

## تاریخچه
در طول دهه ۱۹۸۰ برخی گروه‌های ترش متال نمونه‌های اولیه بلک متال را خلق کردند. این گروه‌ها که اصطلاحاً به آن‌ها «موج اول» هم گفته می‌شود ونوم، بورزوم و میهم (گروه موسیقی) بودند. «موج دوم» که در اوائل دههٔ ۱۹۹۰ پدیدار شد عمدتاً شامل گروه‌های نروژی میهم، بورزوم، دارک‌ثرون، ایمورتال و امپرور بود. در واقع این گروه‌های موج دوم بودند که بلک متال را به عنوان یک سبک مشخص و متمایز توسعه دادند و به‌زودی بلک متال از اروپا به آمریکای شمالی راه یافت.
بلک متال همواره در تضاد با جریان‌های روتین فرهنگی بوده‌است. افراد عامه اغلب آنها را به انسان‌گریزی و مسیح ستیزی می شناسند. اما این اغلب بندهای نروژی آنها معترض به دین مسیحیت هستند و تمایل دارند مسیحیت را از این کشور بیرون کرده و دین اودین را که دین باستانی نروژ می باشد، گسترش دهند. در میان بندهای بلک متال، حتی بندهایی پیدا می شوند که آوازهای مذهبی مسیحی را سر می دهند. به نظر می رسد که این گروه ها برای ستیز با مخالفان خود،  چنین لیریک هایی را برای آهنگ های خود انتخاب می کنند. البته برخی از هنرمندان بلک متال در به آتش کشیدن کلیساها، حمل آلات قتاله سرد و عجیب و غریب، قتل و برخی «جریان‌های ملی/اجتماعی‌گرایانهٔ افراطی» نقش داشته‌اند یا محکوم شده‌اند، به عنوان نمونه وارگ ویکرنس. غالب هنرمندان این سبک با پوشیدن لباس‌های سیاه رنگ، استفاده از نقوش و سمبل‌های مربوط به مرگ و گریم‌های ترسناک، چهره‌ای شیطانی و تهدیدآمیز از خود ارائه می‌کنند.

## ریشه‌ها
در دهه ۱۹۸۰، اروپای شمالی و حوضهٔ دریای شمال، کشورهای اسکاندیناوی با موجی که ابتدا توسط انتان لاوی در سال‌های گذشته در ایالات متحده به راه افتاده‌بود، مواجه شدند. موجی که بیشتر شبیه وارونه کردن دین مسیحیت بود و حالا تبدیل به دین ستیزی گشته بود. جوانان منطقهٔ اسکاندیناوی خواهان بازگشت به تاریخ کهن اسکاندیناوی بودند اما دیگر حریم مقدسات، توسط لاوی و پیروان فکری اش دریده شده بود. دیگر اهانت به مسیح و کلیسا چیز جدیدی نبود.
 در آن سال‌ها بهترین شیوهٔ بیان عقاید ناهنجار و اعتراضی استفاده از موسیقی بود. بندهای متعددی، طرفدار پاگانیزم به وجود آمدند. آن جوانان همگی به سبک نو ظهور بلک متال روی آوردند. سبکی بسیار عمیق و کاملاً غیر تجاری و زیرزمینی. موسیقی قدرتمندی که مخالفان و متعصبان را می‌هراساند.
محوریت فعالیت در بلک متال، لزوماً پرستش شیطان نیست (ابهام زدایی).
به دلیل آنچه که شرح داده شد و برخی دلایل دیگر، این گونهٔ موسیقی (و سررده‌های مرتبط) اغلب «موسیقی زیرزمینی» به‌شمار می‌آیند.